# بوصة

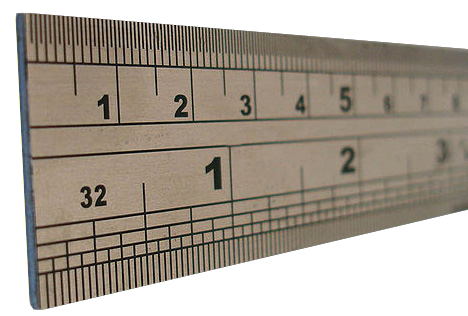
مسطرة عليها مقياس بالبوصة وآخر بالسنتيمتر.

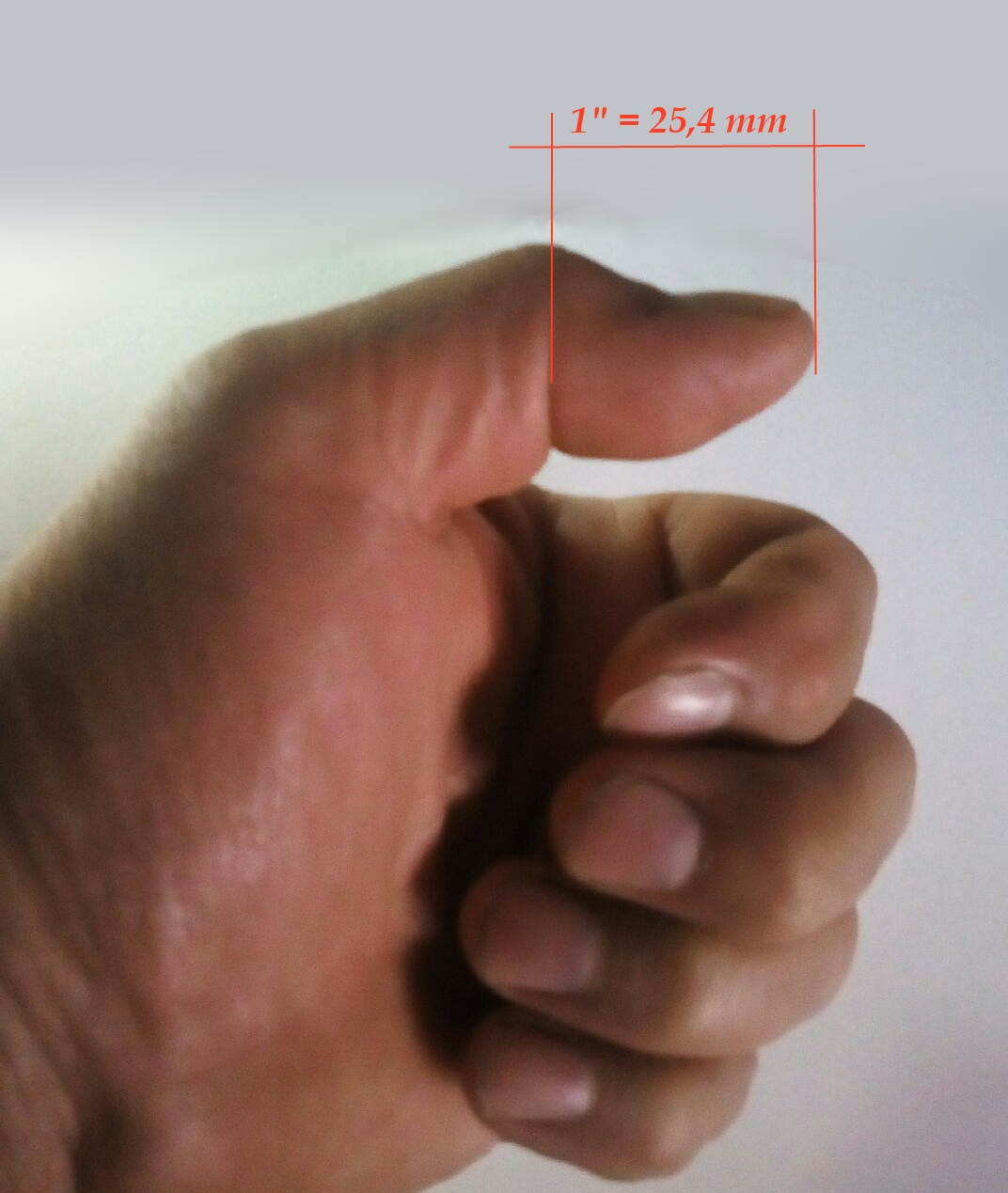
جزء من الإبهام بطول بوصة.

البوصة وحدة قياس للطول، في نظام الوحدات الإنجليزية الذي لا يزال متداولًا في الولايات المتحدة.
تعتبر البوصة أصغر وحدة كاملة لقياس الطول لها قياسات أصغر تُذكر بالكسور وتُقسم علامات البوصة إلى زيادات أصغر على أساس القسمة على رقم 2 مع ضرورة ملاحظة أن المقام يضاعف نفسه في كل مرة تُقسّم فيها
- 1 ÷ 2  =   1/2
- 2/ 1 ÷ 2 = 1/4
- 1/4 ÷ 2  = 1/8
- 1/8 ÷ 2  = 1/16
- 1/16 ÷ 2 = 1/32
- 1/32 ÷ 2 = 1/64 وهكذا يمكنك القسمة حتى أرقام كثيرة

## تعريف تاريخ البوصة
يرجع استخدام البوصة إلى القرن السابع وكان أول تعريف صريح يمكن أن نجده بعد طول بارليكورن (بالإنجليزية: barleycorns)‏ وهو يساوي 1⁄3 بوصة لكن هذا القياس لم يكن مرضيًا لأن البارليكورن المجفف يختلف طبيعيًا وهو تعريف استمر لعدة قرون، وبعدها حدد المعهد البريطاني بأن البوصة = 25.4 مم في عام 1930 في وثائق الوحدات المترية في الهندسة.

## القيمة
تساوي البوصة 1/12 من وحدة القدم وتساوي 1/36 من اليارد وتساوي 2,54 سنتيمتر.

## أصل الكلمة
من الفرنسية بُوسْ pouce، ومعنى الكلمة الأصلي هو الإبهام، أي الإصبع الأول لليد، وتسمى بالإنجليزية «إنش» Inch.

## انظر أيضآ
- بوصة مربعة
- بوصة مكعبة
- بوصة من الماء

## روابط خارجية
- تعريف البوصة واستخدام القياس والتحويل.